# О’Нилл, Шон (гребец)
Шон О’Нилл (англ. Sean O'Neill; Пустой шаблон {{ВД-Преамбула}} ) — ирландский и новозеландский гребец, выступавший за сборные Ирландии и Новой Зеландии по академической гребле в 2006—2012 годах. Серебряный призёр этапа Кубка мира, участник двух летних Олимпийских игр.

## Биография
Шон О’Нилл родился 15 августа 1980 года в городе Лимерик, Ирландия.
Заниматься академической греблей начал в 1999 году, проходил подготовку в местном клубе St. Michael’s Rowing Club.
Дебютировал на взрослом международном уровне в сезоне 2006 года, когда вошёл в основной состав ирландской национальной сборной и побывал на Кубке мира, выступив на трёх этапах. Кроме того, принял участие в чемпионате мира в Итоне, став седьмым в зачёте распашных безрульных четвёрок.
В 2007 году в той же дисциплине вновь стартовал на трёх этапах Кубка мира, закрыл десятку сильнейших на мировом первенстве в Мюнхене.
Благодаря череде удачных выступлений удостоился права защищать честь страны на летних Олимпийских играх 2008 года в Пекине. В составе распашного безрульного экипажа, куда также вошли гребцы Кормак Фолан, Шон Кейси и Джонно Девлин, сумел квалифицироваться лишь в утешительный финал В и расположился в итоговом протоколе соревнований на десятой строке.
Начиная с 2010 года О’Нилл постоянно проживал в Новой Зеландии и на международных соревнованиях представлял новозеландскую национальную сборную. Так, в этом сезоне в безрульных четвёрках он выиграл серебряную медаль на этапе Кубка мира в Люцерне, тогда как в восьмёрках финишировал пятым на мировом первенстве в Карапиро.
В 2011 году в восьмёрках занял десятое место на этапе Кубка мира в Люцерне и на чемпионате мира в Бледе.
Принимал участие в Олимпийских играх 2012 года в Лондоне — на сей раз вместе со своими новозеландскими партнёрами, в числе которых были Крис Харрис, Джейд Уру и Тайсон Уильямс, в безрульных четвёрках квалифицировался в утешительный финал В и расположился в итоговом протоколе соревнований на одиннадцатой строке.